# 폴 키팅
폴 존 키팅(Paul John Keating, 1944년 1월 18일~ )은 오스트레일리아의 정치인이자 제24대 총리 (1991년 ~ 1996년)을 지냈다. 처음에 밥 호크 정부에서 재무 개혁으로서, 그러고나서 1993년 "이길 수 없는" 선거에서 당황스러운 승리를 거둔 총리로서 두각을 나타냈다. 하지만 자신의 두번째 기간에 그의 "큰 그림"은 경제 문제에 관하여 유권자에게 깊은 인상을 주지 못하여 1996년에 패하였다.

## 어린 시절
시드니에서 태어나 근로자 계급의 외곽 뱅크스타운에서 자라온 키팅은 아일랜드-가톨릭 계통의 보일러 제조자이자 노조 대표 맷 키팅의 4명의 자녀들 중 하나였다. 가톨릭 학교들에서 교육을 받은 그는 1932년 제임스 스컬린이 직무를 떠난 이래 첫 가톨릭 신자 노동당 총리였다. 14세의 나이에 학교를 떠난 키팅은 사무원으로, 그러과서 노조를 위한 연구 조교로 일하였다. 자신이 자격이 되자마자 그는 노동당에 입당하였다.

## 초기 경력

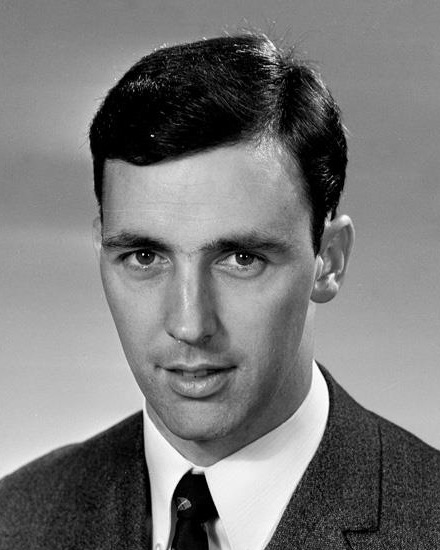
국회에 선출된 후의 키팅 (1970년)

노조를 통하여 키팅은 로리 브레러턴, 그레이엄 리처드슨과 밥 카 같은 다른 노동당 명사들을 만났고, 또한 당시 자신의 90년대에 뉴사우스웨일스주 지사 잭 랭과 우정을 개발하기도 하였다. 그는 어쩌다 주간 기준에 정치를 논의하는 데 랭을 만났고 1972년 랭의 당원 자격을 회복하는 것에 성공하였다. 자신의 광범위한 접촉들을 이요한 키팅은 시드니의 서부 외곽들에서 블랙슬랜드의 의석을 위하여 노동당 지지를 얻었고, 25세의 나이에 1969년 선거에서 하원으로 선출되었다.
키팅은 고프 휘틀럼 노동당 정부의 대부분을 위하여 하원 뒷자리 평의원이었으나 1975년 잠시 북부 오스트레일리아를 위한 장관이 되어 오스트레일리아 역사상 최연소 장관들 중의 하나였다. 동년에 그는 알리탈리아를 위하여 일을 한 네덜란드 출신 여승무원 아니타 판 이어르살에게 결혼하였다. 키팅 부부는 캔버라에 있는 총리 공식 관저 "더 로지"에서 자신들의 어떤 10대 시절을 보낸 4명의 자녀를 두었다.
1975년 노동당의 패배 후에 키팅은 야당의 선두 주자가 되었고, 1981년 당의 뉴사우스웨일스주 지점의 회장이 되어 지배적인 우익파의 지도자였다. 에너지에 야당 대변인으로서 그의 의원 스타일은 공격적인 토론자의 것이었다. 자신이 빌 헤이든을 직접 계승하는 데 희망했기 때문에 그는 시초적으로 밥 호크의 리더십 도전들을 상대로 헤이든을 지지하였으나 1982년의 말기까지 그는 호크가 지도자가 될 것을 받아들였다.

## 재무 개혁
호크가 1983년 3월 선거를 이겼을 때 키팅은 자신이 1991년까지 지낸 회계원이 되었다. 불안한 시작 후에 키팅은 경제 정책을 마스터하였고 부동 오스트레일리아 달러, 관세에서 상당한 삭감과 어떤 세금 개혁들을 포함한 호크 정부의 많은 거시 경제 개혁들 뒤에 정치의 원동력으로서 곧 인정을 얻었다. 1985년 키팅은 아이디어가 유권자에서 높이 인기가 없을 믿음에서 호크에 의하여 떨어지기 전에 심각하게 토론된 옵션인 재화용역세를 제의하였다.
키팅과 호크는 대조적으로 연구를 제공하였다. 호크는 로즈 장학생이었고, 키팅은 일찍이 고등학교를 떠났다. 호크의 열정들은 엽궐련, 경마와 스포츠의 모든 형태였고, 키팅은 오히려 고전 건축과 골동품 시계를 수집하는 것을 좋아하였다. 호크는 합의 주도적이었고, 키팅은 공격적인 토론을 즐겼다. 호크는 신앙을 잃은 개신교도였고 키팅은 가톨릭 신자였다. 자신들의 다른점에 불구하고 혹은 그 때문에 둘은 효과적인 정치적 파트너십을 형성하였다.
호크-키팅 파트너십은 키팅이 정치적 공격견이었던 동안 호크가 정치가와 대중주의의 지도자 역할을 하면서 정부의 첫 2개의 기간들 (1983년 ~ 1987년) 동안 가장 강했다. 그의 의회 독설 범위는 전설적이었고 성공적인 자유당 야당 앙수들 앤드루 피콕과 존 하워드는 그를 더욱 좋게 만들 수 없었다. 하지만 1987년 선거 후에 키팅은 이제 호크가 자신을 위하여 길을 만들어야 할 것을 느끼기 시작하였다.
1988년 키리빌리 하우스에서 열린 유명한 회의에서 호크와 키팅은 키팅에게 리더십을 넘기는 것에 논의하였다. 호크는 1990년 선거 후에 자신이 키팅의 호의에 사임할 것을 증인들 앞에서 동의하였다. 1991년 호크가 거래를 어겼을 때 키팅은 리더십을 위하여 그를 도전하였으나 패하였다. 그는 회계원으로서 사임하였고, 대중적으로 자신의 리더십 야망들이 끝난 것을 선언하였다. 1991년의 나머지를 통하여 호크 정부의 입자은 가난한 경제, 야당의 공격들과 키팅과 그의 지지자들로부터 끊임없는 저격으로부터 압력에 의하여 악화되었다. 그해 12월 키팅은 두번째 리더십 도전에서 호크를 꺾고 총리가 되었다.

## 총리 재임

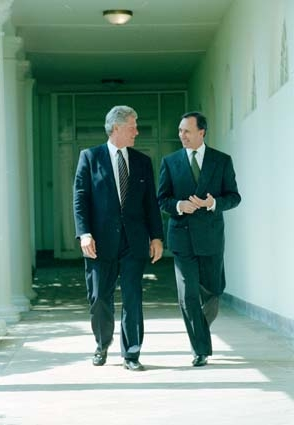
빌 클린턴 미국 대통령과 키팅 총리 (1993년)

호크의 취소는 새로운 자유당의 당수 존 휴슨 박사에 의하여 공개된 정치적 패키지로 지내왔다. "반격"으롯 알려진 그것은 재화용역세에 중심을 두었고, 대규모의 산업 관계 개혁을 포함하여 개인 소득세에서 인하와 보건과 교육 분야에서 정부의 지출에 인하를 휩쓸었다. 호크와 그의 새로운 회계원 존 케린은 이 패키지의 선거 항소를 거부할 수 없었다. 하지만 키팅은 기존 양식의 국회 모임들의 일련에서 휴슨의 신용을 심하게 훼손시켰다.
그럼에 불구하고, 대부분의 평론가들의 견해는 1993년의 선거가 노동당을 위하여 "이길 수 없는" 것이었다. 정부는 10년 동안 권력에 있었고, 경제는 상태가 좋지 않았고, 투표인들은 키팅의 거만한 스타일을 좋아하지 않았으며 휴슨은 일관된 경제 정책을 제공하고 있었다. 이 사실들에 불구하고, 키팅은 "이것에 10%, 저것에 10%"의 키팅의 낭독에 위해 기억에 남는 "반격"에 두려운 선거 운동과 함께 유권자를 되찾는 것에 성공하여 노동당을 기대되지 않은 선거 승리로 이끌었다. 반격의 많은 개혁들은 이후에 존 하워드의 자유당 정부 아래 구현되었다.
총리로서 키팅의 흥미들과 대중의 인식은 회계원으로서 그가 보였던 좁게 기술 관료에 전념한 것으로부터 넓혀졌다. 그의 안건은 오스트레일리아를 공화국으로 만들고, 오스트레일리아의 토착민 인구와 함께 화해를 이루고 더욱 나가서 아시아와 경제와 문화 참여 같은 항목들을 포함하였다. 키팅의 "큰 그림"으로 알려지게 된 이러한 문제들은 고등 교육을 받은 중산층 계급과 높이 인기가 있었으나 시골과 교외 투표인들의 포부를 포착하는 데 실패하였다. "열망하는" 전통적으로 근로자 계급과 노동당 투표를 하는 교외의 잃음은 키팅 이후의 노동당을 위하여 지속적인 문제로 지내왔다.
키팅은 1993년 선거의 우승을 자신의 "큰 그림" 안건을 추구할 의무로서 해석하였고 시드니와 멜버른의 좌파 지식인 계급들에 의하여 이것에 용기를 얻었다. 키팅은 근로자 계급과 지역 유권자들이 침체된 경제에 관하여 더욱 걱정스러웠던 것, 그리고 또한 아시아와 오스트레일리아의 연루에 키팅의 스트레스에 나쁘게 반응을 하고 있었던 것을 알아차리는 데 실패하였다.

## 패배
노동당은 어쩌다 신뢰할 수 있는 대안 총리를 제시하지 못했고 키팅은 안전해 보였다. 1994년 알렉산더 다우너는 휴슨을 당수로 대체하였으나 키팅의 입장에 어떤 인상을 주는 데 실패하였다. 1995년 초순에 존 하워드가 노동당의 리더십을 다시 얻었을 때 많은 투표인들은 그의 더욱 사회적으로 보수적 메세지로 응답하였다. 하나의 경고 신호는 1995년 캔버라에서 보궐 선거의 패배였으나 키팅은 과정을 바꾸는 데 실패하였다.
1996년 3월 선거에서 하워드는 자유당을 압도적인 승리로 이끌어 오스트레일리아의 연방 역사상 노동당 정부의 장기적 기간을 끝냈다. 키팅은 즉시 국회로부터 사임을 하였고, 다양한 기업들의 이사로서 퇴직에 낮은 프로필을 유지하였다. 그가 정계를 떠난지 얼마 안되어 그의 결혼 생활은 이혼으로 끝났다. 하워드의 세월 동안 키팅은 자신의 후임자의 사회 정책들을 격렬하게 비판하는 경우적의 연설을 하였고 동티모르에 같은 자신의 정책들에 인지된 약점을 부인하였으나 노동당 정세를 피하였다.

## 역대 선거 결과
| 선거명      | 직책명                       | 대수 | 정당                  | 1차 득표율 | 1차 득표수 | 2차 득표율 | 2차 득표수 | 결과 | 당락                     |
| ----------- | ---------------------------- | ---- | --------------------- | ---------- | ---------- | ---------- | ---------- | ---- | ------------------------ |
| 1969년 선거 | 하원의원 (블락슬랜드 선거구) | 27대 | 오스트레일리아 노동당 | 61.7%      | 32,426표   |            |            | 1위  | 블락슬랜드 하원의원 당선 |
| 1972년 선거 | 하원의원 (블락슬랜드 선거구) | 28대 | 오스트레일리아 노동당 | 66.7%      | 36,724표   |            |            | 1위  | 블락슬랜드 하원의원 당선 |
| 1974년 선거 | 하원의원 (블락슬랜드 선거구) | 29대 | 오스트레일리아 노동당 | 66.8%      | 40,484표   |            |            | 1위  | 블락슬랜드 하원의원 당선 |
| 1975년 선거 | 하원의원 (블락슬랜드 선거구) | 30대 | 오스트레일리아 노동당 | 59.8%      | 36,338표   |            |            | 1위  | 블락슬랜드 하원의원 당선 |
| 1977년 선거 | 하원의원 (블락슬랜드 선거구) | 31대 | 오스트레일리아 노동당 | 54.2%      | 36,109표   |            |            | 1위  | 블락슬랜드 하원의원 당선 |
| 1980년 선거 | 하원의원 (블락슬랜드 선거구) | 32대 | 오스트레일리아 노동당 | 59.6%      | 38,493표   |            |            | 1위  | 블락슬랜드 하원의원 당선 |
| 1983년 선거 | 하원의원 (블락슬랜드 선거구) | 33대 | 오스트레일리아 노동당 | 62.9%      | 41,609표   |            |            | 1위  | 블락슬랜드 하원의원 당선 |
| 1984년 선거 | 하원의원 (블락슬랜드 선거구) | 34대 | 오스트레일리아 노동당 | 61.8%      | 35,139표   |            |            | 1위  | 블락슬랜드 하원의원 당선 |
| 1987년 선거 | 하원의원 (블락슬랜드 선거구) | 35대 | 오스트레일리아 노동당 | 53.2%      | 30,968표   |            |            | 1위  | 블락슬랜드 하원의원 당선 |
| 1990년 선거 | 하원의원 (블락슬랜드 선거구) | 36대 | 오스트레일리아 노동당 | 55.3%      | 33,780표   |            |            | 1위  | 블락슬랜드 하원의원 당선 |
| 1993년 선거 | 하원의원 (블락슬랜드 선거구) | 37대 | 오스트레일리아 노동당 | 69.40%     | 48,446표   |            |            | 1위  | 블락슬랜드 하원의원 당선 |
| 1996년 선거 | 하원의원 (블락슬랜드 선거구) | 38대 | 오스트레일리아 노동당 | 58.71%     | 41,444표   |            |            | 1위  | 블락슬랜드 하원의원 당선 |